# رنیست بامبریج
رنیست بامبریج (به انگلیسی: Ernest Bambridge) بازیکن فوتبال زادهٔ ۱۶ مه ۱۸۴۸ اهل کشور انگلستان بود که سابقهٔ بازی در تیم ملی فوتبال انگلستان را در کارنامهٔ خود دارد. وی در تاریخ ۴ مارس ۱۸۷۶ تنها بازی ملی خود را در مقابل تیم ملی فوتبال اسکاتلند انجام داد.